# Thomas Reiland
Thomas Reiland (* 18. März 1967) ist ein ehemaliger deutscher Fußballspieler.

## Karriere
Reiland begann mit dem Vereinsfußball beim westpfälzischen FV Kindsbach und wechselte später zum FSV Salmrohr. Seine nächste Station war der 1. FC Kaiserslautern wo er, dem Jugendalter entwachsen, für die Amateure in der Oberliga Südwest spielte. 1988 wechselte er in die 2. Bundesliga zum FC 08 Homburg. Die Saison 1988/89 endete mit dem Aufstieg des FCH in die Bundesliga, Reiland kam dabei auf 13 Einsätze, wovon er elfmal eingewechselt wurde. Nach nur einer Saison in Homburg ging er zurück in die Oberliga Südwest und schloss sich dem SV Edenkoben an, der kurz zuvor als Oberligameister an den Aufstiegsspielen zur 2. Bundesliga teilgenommen hatte, sich dort aber nicht durchsetzen konnte. Nach einem Jahr beim SV Edenkoben (7. Platz) ging er zum Ligakonkurrenten Wormatia Worms, bei dem er abermals nur eine Spielzeit blieb (14. Platz, 33 Spiele, 6 Tore). Reiland wechselte zum FSV Salmrohr, mit dem er Oberligameister wurde. Ab 1993 war er wieder für die Amateure des 1. FC Kaiserslautern aktiv, mit denen er zunächst in der Oberliga, 1995/96 in der Regionalliga und 1996/97 noch einmal in der Oberliga Südwest spielte. Nach seinem Karriereende 1997 wurde er Trainer der B-Jugend des FCK.

### Statistik
| Liga          | Spiele (Tore) |
| ------------- | ------------- |
| 2. Bundesliga | 13 (0)        |
| Regionalliga  | 36 (1)        |
| Wettbewerb    |               |
| DFB-Pokal     | 04 (0)        |